# Enchodelus macrodorus
Enchodelus macrodorus (syn. Dorylaimus macrodorus) is een rondwormensoort. De wetenschappelijke naam van de soort is voor het eerst geldig gepubliceerd in 1884 door de Man.